# Bye Bye (Samurai Jay e Dani)
Bye Bye è un singolo del rapper italiano Samurai Jay e del produttore discografico Dani, pubblicato il 15 luglio 2021 come primo estratto dall'EP Respira.

## Descrizione
Il brano è stato scritto da Samurai Jay e da Dani, che ne è inoltre il produttore.
Musicalmente il brano è ispirato alle sonorità funky e groove. Esso è composto con un tempo allegro di 130 battiti per minuto e in tonalità di Fa maggiore.

## Video musicale
Il video musicale del brano è stato pubblicato sul canale Vevo di Samurai Jay il 19 luglio 2021 ed è stato diretto da Tony Ruggiero.

## Tracce
Testi di Gennaro Amatore, Danilo Zammartino, musiche di Danilo Zammartino.
1. Bye Bye – 2:18